# Публий Сулпиций Галба Максим
Публий Сулпиций Галба Максим (на латински: Publius Sulpicius Galba Maximus) e политик на Римската република през втората пуническа война.

## Политическа кариера
През 211 пр.н.е. Публий Сулпиций е избран за консул заедно с Гней Фулвий Центумал Максим. Тогава Ханибал напада изненадващо град Рим. Той защитава града.
Той е проконсул на Гърция от 210 до 206 пр.н.е. и главнокомандващ през Първата македонска война против Филип V. Галба води римската флота първо в Егейско море и завладява Егина през 210 пр.н.е.
Той е диктатор от 203 и 200 пр.н.е. През 200 пр.н.е., през Втората македонска война, е отново консул и се бие в Гърция. Спира в Аполония, за да нападне Македония от запад, побеждава Филип V при Отолобус и се оттегля в Илирия.
През 197 и 196 пр.н.е. Галба е един от десетте назначени сенатори, които помагат на Тит Квинкций Фламинин в Гърция; 193 пр.н.е. е посланик при Антиох III Велики.